# Deporte en Perú
El deporte en el Perú es muy diverso, y en el transcurso de los años han surgido varias figuras que han destacado a nivel tanto nacional como internacional, en el deporte profesional y en el amateur.
El Instituto Peruano del Deporte incluye la enseñanza de la educación física en las escuelas a su cargo, como hacen también las instancias estatales encargadas de la instrucción. En el Perú, el deporte organizado no es una actividad común en la población, además de las autoridades depende de la obtención del título internacional por parte del deportista. Por ese motivo, en 2024, un congresista solicitó al IPD información sobre cómo apoya a los deportistas, algunos de ellos respaldados por la empresa privada.
El más extendido es el fútbol; aunque en el norte del país y de la capital, tienen mayor presencia el basquetbol, el voleibol, el béisbol y el softbol, estos dos últimos también con muy buena aceptación en el sur del país; y surf en el sur de Lima, la práctica aficionada del frontón y de la pelota vasca es muy importante, y ha dado lustre al deporte peruano a nivel internacional. Con el creciente aumento de un mercado de jugadores tanto infantil como juvenil, el deporte extremo de raqueta, el racquetball, goza de un constante desarrollo. Desde la era precolombina los incas practicaban un deporte de pelota de goma (producto de origen americano) jugada exclusivamente con el pie, que ha sido considerado uno de los antecedentes del fútbol. Es probable que los charrúas también hubiesen conocido este deporte a través de los primeros.
Durante la colonización española (siglo XVI-siglo XIX), el palín y los otros deportes indígenas de palo, se mestizaron con la chueca castellana y se difundió ampliamente en las poblaciones mestizas, masculinas y femeninas en el virreinato del Perú. Los conquistadores españoles también introdujeron las corridas de toros y las bochas. Mientras que las corridas de toros decayó hasta ser prohibida, las bochas serán muy populares hasta los tiempos presentes.

## Organización
El deporte en Perú se encuentra dividido en varias federaciones deportivas (una por cada práctica deportiva) que se encuentran bajo la tutela del máximo ente estatal para regular su práctica, el Instituto Peruano del Deporte. Este organismo es el encargado de recibir el presupuesto que el Gobierno Central asigna al área a fin de dividirlo entre todas las federaciones y organismos afines a la práctica deportiva. 
Según el artículo 6, Título Segundo, de la Ley General del Deporte, publicada el 24 de julio del 2003 y modificado por Ley N.º 28910 (3 de diciembre de 2006); forman parte del Sistema Deportivo Nacional:
- Instituto Peruano del Deporte.
- Gobiernos Regionales, a través de sus Consejos Regionales del Deporte.
- Organizaciones Deportivas de los organismos públicos, privados y comunales.
- Gobiernos Locales.
- Universidades.
- Institutos Superiores.
- Fuerzas Armadas
- Policía Nacional del Perú.
- Centro Educativos.
- Centros Laborales.
- Comunidades campesinas y nativas.

Adicionalmente, se encuentra el concurso del Comité Olímpico Peruano, entidad que representa al país frente al Comité Olímpico Internacional. Es el encargado de ver la participación de los deportistas peruanos en las distintas justas internacionales donde Perú se encuentra adscrito (Olimpiadas, Panamericanos y Juegos Bolivarianos).

## Deportes principales

### Artes marciales mixtas
Las artes marciales mixtas (MMA) son, hoy en día, el deporte de combate con mayor popularidad en Perú, y el país está entre los diez del continente americano en exportar a grandes peleadores a las principales organizaciones del mundo. Entre los exponentes peruanos están Juan Díaz, Enrique Barzola, Humberto Bandenay, Claudio Puelles y Daniel Marcos.
La principal organización de MMA peruana es Inka Fighting Championship (INKA FC), mientras que su organismo rector es la Asociación Peruana de Artes Marciales Mixtas.

### Billar
Adolfo Suárez Perret logró el título de campeón mundial en la especialidad Tres Bandas en 1961. Ramón Rodríguez consiguió el tercer puesto en Tres Bandas en el 2007.

### Deporte de motor
La principal prueba de automovilismo del Perú son los Caminos del Inca, un rally de ruta abierta que se realiza desde el año 1966. Entre los principales ganadores de la carrera se encuentran Henry Bradley, Raúl Orlandini, y Eduardo Dibós Silva. Otra carrera prestigiosa es el Premio Presidente de la República, también de ruta, originada en la década de 1930. Nicolás Fuchs, además de vencer en ambas pruebas, ganó la copa de privados del Campeonato Mundial de Rally de Automóviles de Producción 2013, y obtuvo el Campeonato NACAM de Rally 2010. A partir de 2012, el Rally Dakar se disputa en parte en Perú. En cuanto a automovilismo de velocidad, la carrera más prestigiosa del país son las 6 Horas Peruanas. Kike Pérez, quien fue piloto, implemento Auto TV como el primer programa de televisión dedicado a ese deporte. A partir de 2024, Matías Zagazeta debutó como piloto oficial en la FIA F3 de la mano del equipo suizo Jenzer Motorsport. Para 2025, el piloto participará con la escudería Dams. 

### Fútbol

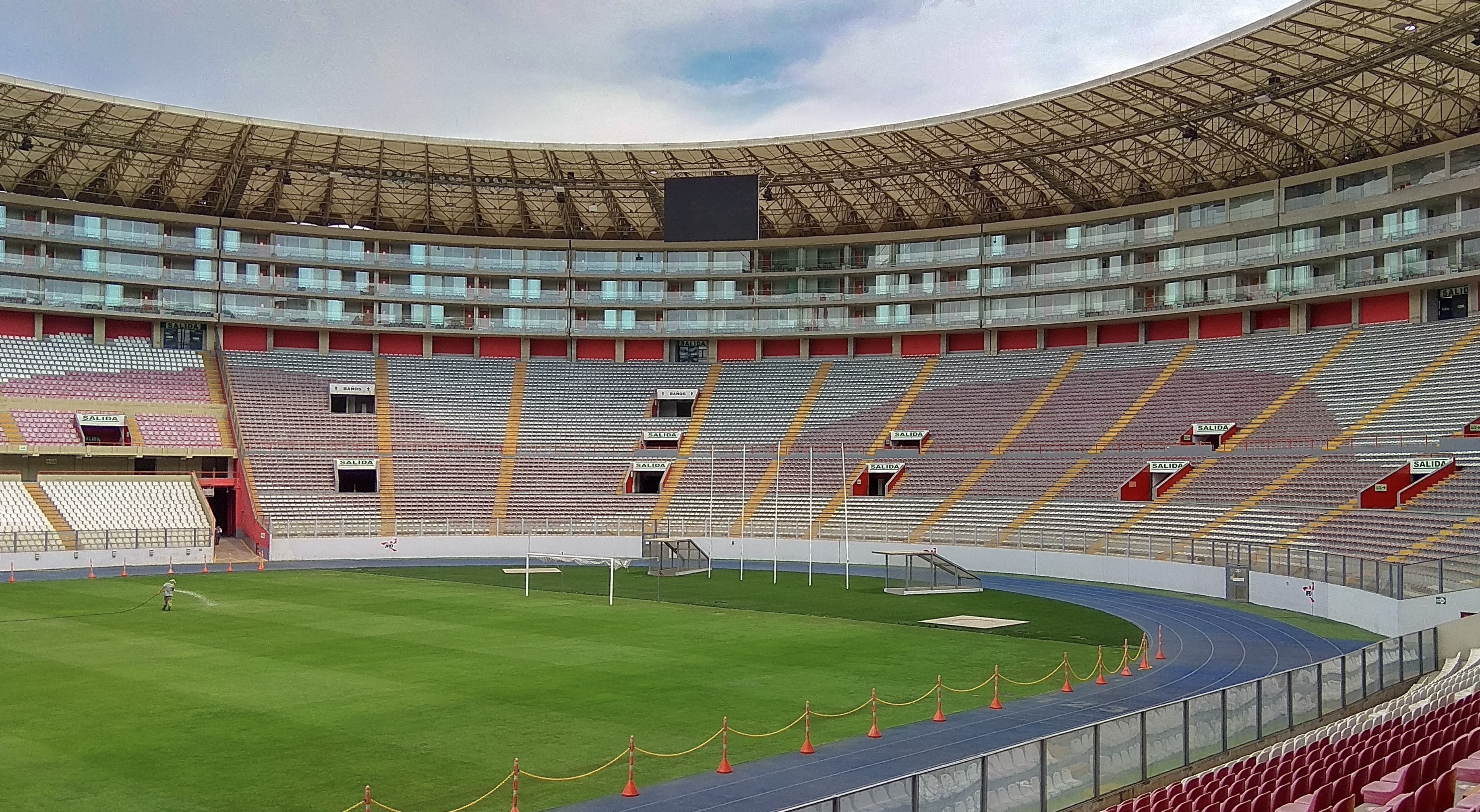
Vista del interior del Estadio Nacional del Perú.

Como sucede en casi todos los países de América del Sur, el fútbol es el deporte más practicado y expandido en el país. El Perú es miembro de la FIFA y forma parte de la CONMEBOL que es el organismo de la misma para la región de Sudamérica. Su práctica, tanto profesional como semi-profesional se desarrolla en torno a las diferentes ligas o campeonatos nacionales. Dentro de las ligas calificadas como profesionales se tiene a la Primera División del Perú, también llamada Torneo Descentralizado Peruano o Liga 1 y a la Segunda División Peruana, también denominada Liga 2. Como competiciones menores o semi-profesionales se tiene a la Copa Perú y las ligas regionales.
A nivel de clubes hay logros significativos como los campeonatos del equipo cusqueño Cienciano en la Copa Sudamericana 2003 y en la Recopa Sudamericana 2004.
La selección peruana de fútbol cuenta con participaciones en campeonatos internacionales como la Copa Mundial de Fútbol. Dentro de las ediciones a las cuales ha asistido se encuentran la Copa Mundial de Fútbol de 1930, la Copa Mundial de Fútbol de 1970, la Copa Mundial de Fútbol de 1978, la  Copa Mundial de Fútbol de 1982 y la Copa Mundial de Fútbol de 2018. En un ámbito más regional, la Copa América es un torneo en el que la selección nacional participa con regularidad desde su creación, llegando proclamarse campeona en el Campeonato Sudamericano 1939 y la Copa América 1975).

### Karate
El karate s un deporte de combate muy practicado en el Perú. Su máximo exponente es Akio Tamashiro, que posee algunos títulos sudamericanos, panamericanos y bolivarianos en la modalidad kata.

### Paleta frontón
Véase también Federación Deportiva Peruana de Paleta Frontón
Es un deporte originario de Perú. Oficialmente, se considera 1945 como el año de su creación y el primer club donde se practicó fue el Regatas Lima. Este deporte tiene cierta similitud con el deporte español de la pelota vasca y con el pelota mano, conocido en el país como Handball.

### Surf

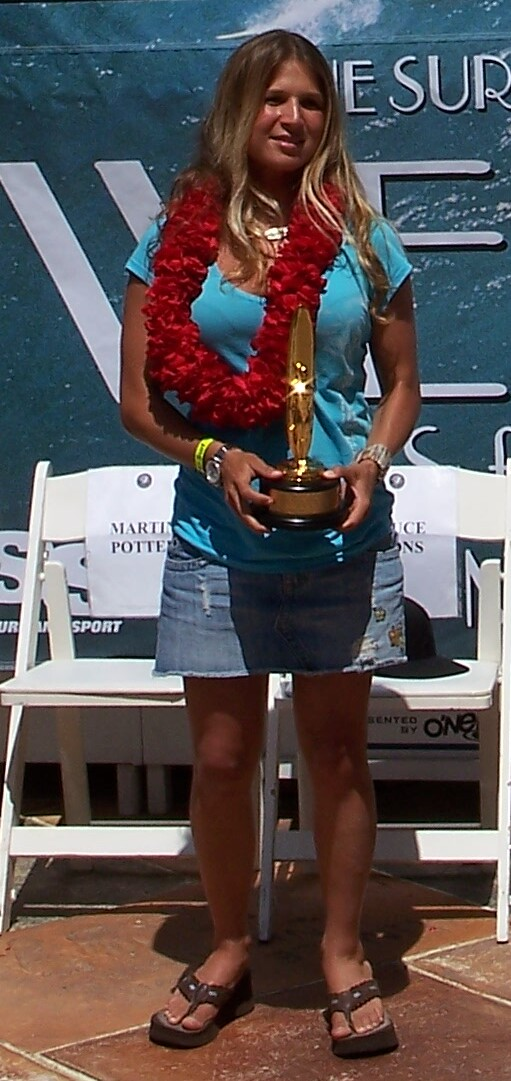
Sofía Mulanovich, campeona mundial en 2004.

En surf tanto Felipe Pomar en 1965 como Sofía Mulánovich en el 2004, se consagraron campeones mundiales de esta especialidad. Actualmente, este deporte se está masificando debido a la consecución de títulos sudamericanos y panamericanos que están consiguiendo surfistas peruanos en distintas competiciones. A finales de 2010 y comienzos de 2011, la selección peruana de surf consiguió los títulos mundiales en las categorías juvenil y mayores, llegando a ser la potencia número uno del mundo. Lucca Mesinas ganó el oro en los Juegos Panamericanos de 2019 y alcanzó los cuartos de final de los Juegos Olímpicos de 2020.

### Skateboarding
El país viene mostrando cierto grado de desarrollo en el skateboarding. Angelo Caro Narvaez terminó quinto en los Juegos Olímpicos de 2020 y ha participado constantemente en campeonatos mundiales.

### Taekwondo
Este deporte fue introducido en el Perú durante la década de 1970 por John Polar. Es practicado por algunas academias y se organizan torneos anuales. Se destaca Peter López Santos, quien además de ser medallista en los Juegos Panamericanos y Campeonatos del Mundo, llegó a las semifinales olímpicas en 2008, finalizando en el 4.º lugar.

### Tenis
En tenis el mayor éxito lo logró el arequipeño nacionalizado estadounidense Álex Olmedo, que estuvo situado como el jugador 2 del mundo en 1959 al ganar los torneos de Wimbledon y Abierto de Australia entre otras victorias. Otros peruanos destacados en esta especialidad han sido Jaime Yzaga y Luis Horna (ganador de Roland Garros en la modalidad de dobles en 2008). El Equipo peruano de Copa Davis, teniendo como principales puntales a Luis Horna e Iván Miranda, clasificó al Grupo Mundial 2008.
El tenis femenino viene de un resurgimiento a nivel nacional, después de 10 años se ha reactivado la selección peruana para la Fed Cup, con la consagrada Laura Arraya de capitana y las juveniles Bianca Botto, Claudia Razetto, Ingrid Vargas, entre otras.

### Tiro
El tiro ha logrado tres medallas olímpicas para el Perú:
- Edwin Vásquez. Medalla de oro en los Juegos Olímpicos de Londres 1948 en pistola libre.
- Francisco Boza. Medalla de plata en los Juegos Olímpicos de Los Ángeles 1984, en fosa olímpica.Tercer puesto en fosa olímpica en el Campeonato Mundial de Tiro 1988.
- Juan Giha. Medalla de plata en los Juegos Olímpicos de Barcelona 1992 en skeet.Medalla de Bronce Campeonato Mundial 1997.
- La tiradora Ketty Baldwin, campeona mundial de Tiro en 1954 en Caracas y primera mujer en hacerse merecedora de los Laureles Deportivos del Perú en el Grado de Primera Clase.Finalmente entre sus muchos logros también se cuenta la Medalla de Oro en la Maestría de los Juegos Panamericanos en Buenos Aires en 1951 con la serie de 589 puntos, nuevo récord nacional en 1956 con carabina en tendido, batiendo el récord olímpico con 600 puntos.
- Nicolás Pacheco,se llevó la medalla de oro en el Mundial de Escopeta, modalidad skeet, 2022.

### Triatlón
El 24 de abril de 1983, Walter “Tater” Ledgard ganó la primera competencia de Triatlón realizada en el Perú (y Sudamérica), la cual fue denominada: Triatlón del Verano. Desde la década de los 90, La Comisión Nacional de Pentatlón Moderno se interesa en acoger el deporte del triatlón entre sus actividades.
El 24 de marzo de 1998, el Instituto Peruano del Deporte expide la Resolución N.º 163-P / CND-IPD-98 con la que hace suyo el pedido de la Comisión Nacional de Pentatlón Moderno, incluyendo dentro de su Comisión al deporte del Triatlón, en vista del pedido de un grupo de atletas, damas y varones, que venían participando activamente en eventos, tanto nacionales como internacionales y deseaban incorporarse al Sistema Deportivo Nacional. Dando así origen a la Comisión Nacional de Pentatlón Moderno y Triatlón.
El 2 de julio de 2001 se expidió la Resolución 013-2001-PE/CD-IPD que aprobó el Estatuto y se designó al nuevo órgano directivo de la Federación Deportiva Peruana de Triatlón.
Más adelante se crea el Club Ork'os, integrándose a la Federación bajo la presidencia de Enrique Rodríguez y tras su fallecimiento, Víctor Seminario Rengifo asume el cargo hasta diciembre de 2004, fecha en que organiza el III Campeonato Bolivariano de Triatlón, con atletas de Ecuador, Panamá, Chile y Perú; que fuera ganado por el peruano Vladimir Figari. (Campeón Nacional varios años)
A partir del 2005, Luis Grados Bailetti asume la presidencia de la Federación, orientando el esfuerzo a la difusión general del deporte.
A finales del año 2007, la Federación adecua sus estatutos, para plegarse a los mandatos de la ITU, relacionados al Antidopaje, ratificación de la igualdad de géneros en la práctica del deporte, que ya era norma interna de la Federación desde muchos años atrás y se cambia la denominación a “Federación Deportiva Nacional de Triatlón” para adecuarse a la Ley del Deporte.
Al finalizar el 2008, se realizaron las elecciones y la presidencia fue entregada al Sr. Antonio Alarco Guerrero. Su Directiva está conformada por Vladimir Figari, Giuliana Fatule, Daniel de Montreuil, Ricardo Arrarte, así como otras personas muy vinculadas a la Federación como el Dr. Enrique Varsi, Josué Chumpitaz e Ysabel Pinedo.

### Voleibol
En la rama femenina del voleibol se consiguió un subcampeonato mundial en Perú 1982, un tercer puesto en el mundial de Checoslovaquia 1986, una medalla de plata en los Juegos Olímpicos de Seúl 1988, 12 campeonatos sudamericanos, 5 medallas de Plata y 3 de Bronce en los Juegos Panamericanos, entre las voleibolistas más renombradas están Cecilia Tait, Gabriela Pérez del Solar, Natalia Málaga y Cenaida Uribe.
En los últimos años, la selección femenina ha logrado un sexto lugar en el mundial de voleibol de menores Tailandia 2009, clasificar al mundial de voleibol de mayores Japón 2010, participar en los Juegos Olímpicos de la Juventud Singapur 2010 y ser sede del mundial juvenil de voleibol femenino (Perú 2011).
En dichos Juegos Olímpicos de la Juventud 2010, las llamadas "Matadorcitas", selección juvenil dirigida por la medallista olímpica peruana Natalia Málaga, Perú logró la medalla de bronce, tras derrotar a su similar de Japón y obtener su segunda medalla olímpica en la historia del voleibol nacional. El equipo japonés le robó el quinto lugar en Tailandia 2009, pero Perú obtuvo una revancha en estos juegos y derrotó a Japón en dos ocasiones, una en fase de grupos y otra en disputa de la medalla de bronce.
El XVI Campeonato Mundial de Voleibol Femenino Sub-20 se celebró en Perú del 21 al 30 de julio de 2011. Es organizado por la Federación Internacional de Voleibol (FIVB) y la Federación Peruana de Voleibol. El campeonato se jugó en las subsedes de Lima y Trujillo, entre las selecciones nacionales femeninas sub-20.

### Vela
En la clase optimist, este país es el único que ha logrado conseguir el pentacampeonato sudamericano de Vela y otros títulos fuera del subcontinente, incluidos campeonatos mundiales por equipos. Su principal exponente actual es Alexander Zimmermann, miembro de una destacada familia peruana dentro de este deporte y que cuenta entre otros títulos con la medalla de oro(en la clase sunfish) durante los Juegos Panamericanos del 2007, en Río de Janeiro; y elegido como el Mejor deportista nacional del año 2007 por el Comité Olímpico Peruano. El principal exponente actual de la clase Optimist es Sinclair Jones, quien en el año 2009 se consagró campeón mundial en la categoría individual. En la clase windsurf está Sebastián Aguirre Roda, campeón Mundial ISAF de Fórmula Experience 2009. Este logro fue en la bahía de Cádiz España en julio del 2009. Cabe destacar que en el 2008 logró el primer lugar en el Mundial de Fórmula Experience en la categoría SUB15 (con 14 años recién cumplidos). En el 2009 logró el título Sudamericano SUB17, en el 2010 con tan solo 15 años quedó 2.º en el Sudamericano de Fórmula Experiece (open) y primero en la categoría SUB20. Además, ganó el la primera etapa de campeonato Sudamericano de windsurf en Olas (SUB20) en julio de 2010 en Lobitos, Perú.
En agosto del 2010 ganó el Sudamericano de Fórmula Experience en categoría Youth (SUB20) y 2.º en la open. En octubre del 2010 ganó el Campeonato Mundial, Rio Worlds 2010, en Araruama, Brasil, Categoría Youth (SUB20) y 5.º en la OPEN, logrando el último día de regatas un 1,2,2,2 en la open, con tan solo 15 años.

### Otros
- Remo. En las Olimpiadas interescuelas militares de América, el Perú, ha ganado varios campeonatos en remo en sus diversas categorías, siendo los cadetes de la Escuela Naval del Perú, los representantes nacionales. El las olimpiadas de Atenas 2004 el singlista Gustavo Salcedo tuvo una decorosa participación. El deportista Víctor Aspillaga Alayza, participó en los juegos olímpicos de Londres 2012 Y como parte de su preparación participó en varias competencias internacionales, en el mundial Fisa celebrado en 2009 obtuvo el 7 lugar, y el año siguiente 2010 se subió al podio en la categoría 1x peso ligero, quedando en 3.er lugar, siendo este uno de los mejores resultados deportivos del Perú en este deporte. Adicionalmente fue doble campeón sudamericano. Es el único deportista que ostenta esa posición. Las deportistas Alessia y Valeria Palacios lograron la medalla de plata en el Mundial de Remo Sub-23 de 2022 en la categoría peso ligero.[20]

- Hípica. Dentro de la historia de este deporte en el Perú, practica desde sus primeros eventos en Callao en 1864,[21] destacan nítidamente el caballo Santorín (ganador del clásico Pellegrini en Buenos Aires durante 1973) y el jinete Edgar Prado.

- Béisbol. En el distrito de San Luis, en la capital Lima, se encuentra la Federación nacional de Béisbol. País con fuerte tradición con este deporte donde se inician competiciones importantes tanto en las ligas juveniles como en las ligas de mayores.[22]

- Sóftbol. País con fuerte tradición en este deporte, sobre todo el sóftbol femenino, en la Videna de San Luis arrancó el campeonato de apertura 2008 de Sóftbol. Además en el 2007 la federación nacional de Sóftbol recibió donaciones para mejoras de infraestructuras.[23]

- Balonmano. El Perú en la actualidad no cuenta con una selección nacional, desde los años 90 el balonmano es presente en algunos juegos escolares a nivel nacional, pero este deporte es practicado en colegios mayormente. En los Juegos Escolares Sudamericanos del 2008, Perú participó por primera vez a sus equipos campeones (Colegios San Carlos y Santa Ana de la ciudad de Puno), el equipo peruano masculino ganó en la primera ronda a la fuerte selección argentina.Debemos precisar que el balonmano no cuenta con una Federación Deportiva Peruana que el Balonmano tuvo hasta el año 1989 aproximadamente una Comisión Deportiva Peruana de Balonmano y que con la aparición de la nueva ley no pudo convertirse a Federación. Es en el año 1995 que en el instituto Peruano del Deporte en la Dirección Nacional de Deporte Fundamental a cargo del Dr. Ruben Mayer que se incorpora por primera vez al Balonmano en los Juegos Nacionales Deportivos Escolares y encargan al Profesor Pedro Rossell Davila como primer coordinador de Balonmano en el ámbito escolar. A partir de ese año hasta el año 1999 el Balonmano fue un deporte que se compitió en los Juegos Nacionales Deportivos Escolares à nivel sudamericano escolar es hasta el año 1998 que se participa a nivel de Damas. es en el año 2008 que retorna a los juegos Nacionales Deportivos Escolares y se participa a nivel sudamericano en Damas y Varones. Actualmente se cuenta con las Asociaciones Peruanas de Entrenadores y Árbitros de Balonmano ( fundadas en 1998)cuyo Coordinador Nacional es el Profesor Pedro Rossell Davila. esta asociación ha realizado diversos eventos de capacitación, Festivales de Balonmano, Cuadrangular Internacional con equipos de Ecuador y Chile en el pasado junio y se realizó la primera Exhibición Internacional de Balonmano en el coliseo de Miraflores con la presencia de 14 equipos. 4 Profesores procedentes de la Asociación Peruana de entrenadores y Árbitros de Balonmano han viajado a cursos en diversos países de Sudamérica y están volcando sus experiencias.

- Lucha libre profesional. Se la atribuye Max Aguirre como uno de los promotores en la década de 1970.[24] Perú contó con IMPERIO Lucha Libre para la promoción de luchadores en el mundo.[25] Tras la inactividad de la empresa, en Perú se realiza actividades mensuales por medio de la GeneraXión Lucha Libre.[26]

## Participación en juegos internacionales
Perú en los Juegos Olímpicos ha conseguido cuatro medallas: un oro y dos platas en tiro deportivo, y una medalla de plata en voleibol.
Perú en los Juegos Panamericanos ha obtenido 19 medallas de oro, 40 de plata y 89 de bronce, subiendo al 15.º puesto del medallero histórico. Aparte de tiro y voleibol, también se ha destacado en karate, taekwondo, surf, pelota vasca, esquí náutico y bádminton.
Perú en los Juegos Suramericanos ha obtenido 190 medallas de oro, 270 de plata y 363 de bronce ubicándose en el 6° puesto del medallero histórico.

## Eventos deportivos
Perú ha sido sede de varios eventos deportivos internacionales, tanto a nivel olímpico como en especialidades (fútbol, voleibol, etc.). La localía peruana se ha dado a lo largo del tiempo, pero en los últimos años se ha visto más impulsada por factores extradeportivos (coyunturas políticas, económicas, sociales, etc.).

### General

#### Juegos Sudamericanos
También conocidos como Juegos ODESUR, en 1990 la ciudad de Lima albergó por primera y única vez hasta el momento estos juegos. Desde el 1 al 10 de diciembre de ese año, 1070 atletas de 10 países se disputaron las preseas de oro en 16 deportes.

#### Juegos Bolivarianos
Llevan el nombre del libertador venezolano del norte de Sudamérica: Simón Bolívar; y que reúnen a las seis naciones que el mismo libertó: Perú, Ecuador, Bolivia, Colombia, Venezuela y Panamá. Estos juegos se realizaron en tres versiones distintas en territorio incaico: la primera en Lima, en 1947; la segunda en Arequipa, en 1997; y la tercera en Trujillo, en 2013.

#### Juegos Panamericanos
El Instituto Peruano del Deporte presentó la candidatura de la ciudad de Lima con miras a los Juegos Panamericanos de 2015, bajo el lema de "Lima, la mejor sede". Sin embargo, la ciudad de Toronto fue la ganadora al obtener 33 votos contra 11 para Lima y siete para Bogotá. En el 2013, las autoridades peruanas presentaron la candidatura de Lima para los Juegos Panamericanos de 2019, bajo el lema "Lima, la sede de todos" la cual fue elegida para albergarla en el año 2019.

### Fútbol
El fútbol es el deporte más popular en Perú, y la selección nacional de fútbol de Perú ha competido en la Copa Mundial de la FIFA cinco veces.
- 1930
- 1970 (Cuartos de final)
- 1978 (Segunda fase)
- 1982
- 2018

#### Copa Mundial de Fútbol Sub-17
Fue la primera Copa Mundial de fútbol realizada en el Perú, llevada a cabo el 2005, elegida por la FIFA gracias a la excelente organización del Campeonato Sudamericano Sub-17 de 2001. Para este evento se construyó especialmente el Estadio Max Augustin de Iquitos.
Varios de los jugadores que participaron en el Mundial Sub-17 del 2005 que se realizó en Perú más adelante triunfaron en el fútbol profesional tanto a nivel de selección como de clubes.
Será la segunda Copa mundial sube 17 se desarrollará en el fin de año.

#### Copa América
Este torneo es la máxima competición a nivel de selecciones que organiza la Conmebol, que reúne primordialmente a los países sudamericanos. El Perú fue sede de este torneo hasta en seis ocasiones: 1927, 1935, 1939, 1953, 1957 y 2004. Todas ellas, a excepción de la última, fueran realizadas íntegramente en el Estadio Nacional ubicado en Lima. Para la competición del 2004, los estadios de las principales ciudades del Perú, caso Trujillo, Arequipa, Chiclayo, Tacna, Piura y Cusco, fueron arreglados o reconstruidos.
La selección nacional se proclamó campeón de la Copa América en 1939 y 1975.

### Voleibol

#### Campeonato Mundial de Voleibol
En su rama femenina, la máxima competición deportiva organizada por la FIVB fue realizada en el Perú en el año de 1982. Fue la primera vez que una competición deportiva de voleibol mundial se jugaba en tierras incas. La selección nacional logró el subcampeonato en este torneo, tras la derrota con China.

#### Campeonato Sudamericano de Voleibol Femenino y Masculino
En la rama femenina y masculina, fue sede de este torneo, el más importante dentro de la Confederación Sudamericana de Voleibol. En voleibol femenino, albergó el torneo en 1961, 1977, 1993 y 1997; todos en Lima a excepción de 1993 que se jugó en Cuzco. En la rama masculina, sólo albergó la sede en 1961 y 1977, ambas fueron en Lima.

#### Copa Final Four de Voleibol Femenino
La segunda edición de este torneo se jugó en Lima, juntando a las 2 mejores selecciones de la NORCECA y las 2 mejores de la Confederación Sudamericana de Voleibol.

#### Sudamericano de Clubes Campeones de Voleibol Femenino
En 2009, se realizó en Lima el primer Sudamericano de Clubes Campeones y contó con la participación los mejores exponentes de voleibol femenino a nivel de clubes de Argentina, Brasil y Perú. Consecutivamente en 2010, se realizó en Lima el segundo Sudamericano, pero esta vez con un nuevo formato al que solo clasificaba el equipo campeón de cada país inscrito. Los países participantes fueron Argentina, Brasil, Chile y Perú. En esta edición del torneo, un equipo peruano logró ubicarse en el podio: el Club Cultural Deportivo Géminis, al quedar subcampeón tras la derrota con el Sollys/Osasco brasilero.

#### Campeonato Mundial de Voleibol Femenino Sub-20
Perú fue sede del mundial juvenil de voleibol femenino en 1989. Dicho torneo se celebró en Lima, y aunque Perú no logró ubicarse en el podio, consiguió ubicarse en el cuarto lugar. El 17 de abril de 2010, Perú fue declarado por segunda vez en su historia sede del mundial juvenil de voleibol femenino. Las sedes designadas fueron Lima y Trujillo.

### Ajedrez

#### Copa IPD "Rey de Reyes"
Fue un torneo de ajedrez realizado en el Coliseo Eduardo Dibós de Lima en 2010, en el cual participaron los cuatro peruanos con el título de Gran Maestro Internacional. En dicho evento, campeonó Emilio Córdova, el que además de llevarse la copa, se llevó los S/.10 000 nuevos soles que de disputaron.

### Otros
- Atletismo. En septiembre del 2008, Perú organizó el Tercer Campeonato Sudamericano Sub-23.[35] También organizó el Sudamericano de Mayores en junio del 2009.[36]

- Surf. Perú fue sede del Campeonato Mundial de Tabla de 1965, en las playas de Lima, y de la sexta fecha del Circuito Mundial de Surf del 2007, disputado en las playas de Máncora.[37] En el 2010, los ISA Wolrd Surfing Games se realizaron por primera vez en Perú, consiguiendo el equipo local su primer título de este certamen.[38]

- Halterofilia. Organizó el Campeonato Mundial Universitario en 1971 y 2007.[39][40] Organizó el campeonato mundial de 1971.

- Baloncesto. Fue sede del Torneo Sudamericano de Básquetbol de selecciones masculinas de 1938, 1943 y 1963.

- Rugby. Anfitrión del Sudamericano B del 2002 y 2007.

- Polo. Fue sede de las clasificatorias del VII Campeonato Mundial de Polo, Zona Sudamericana en noviembre del 2007.

- Hípica. El GP1 de la Asociación latinoamericana de Jockeys Clubes, más conocido como El Latino, fue desarrollado tres veces en el Perú: 1987, 1992, 1999 y 2008.

- Esquí acuático. Sede del Campeonato latinoamericano del 2007.[41] Sede del Campeonato del Mundo Juvenil del 2009[42]

- Tiro. Campeonato Americano de Tiro en el 2008.[43]

- Tenis. ATP Challenger Lima. Torneo de categoría Challenger disputado desde el 2007. Suele disputarse en noviembre.

- Natación. Sede del III Campeonato Mundial Juvenil en 2011[44]

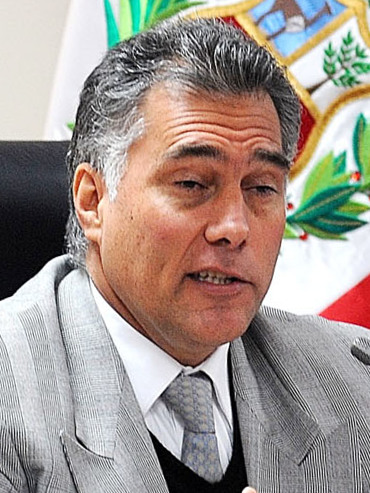
Francisco Boza
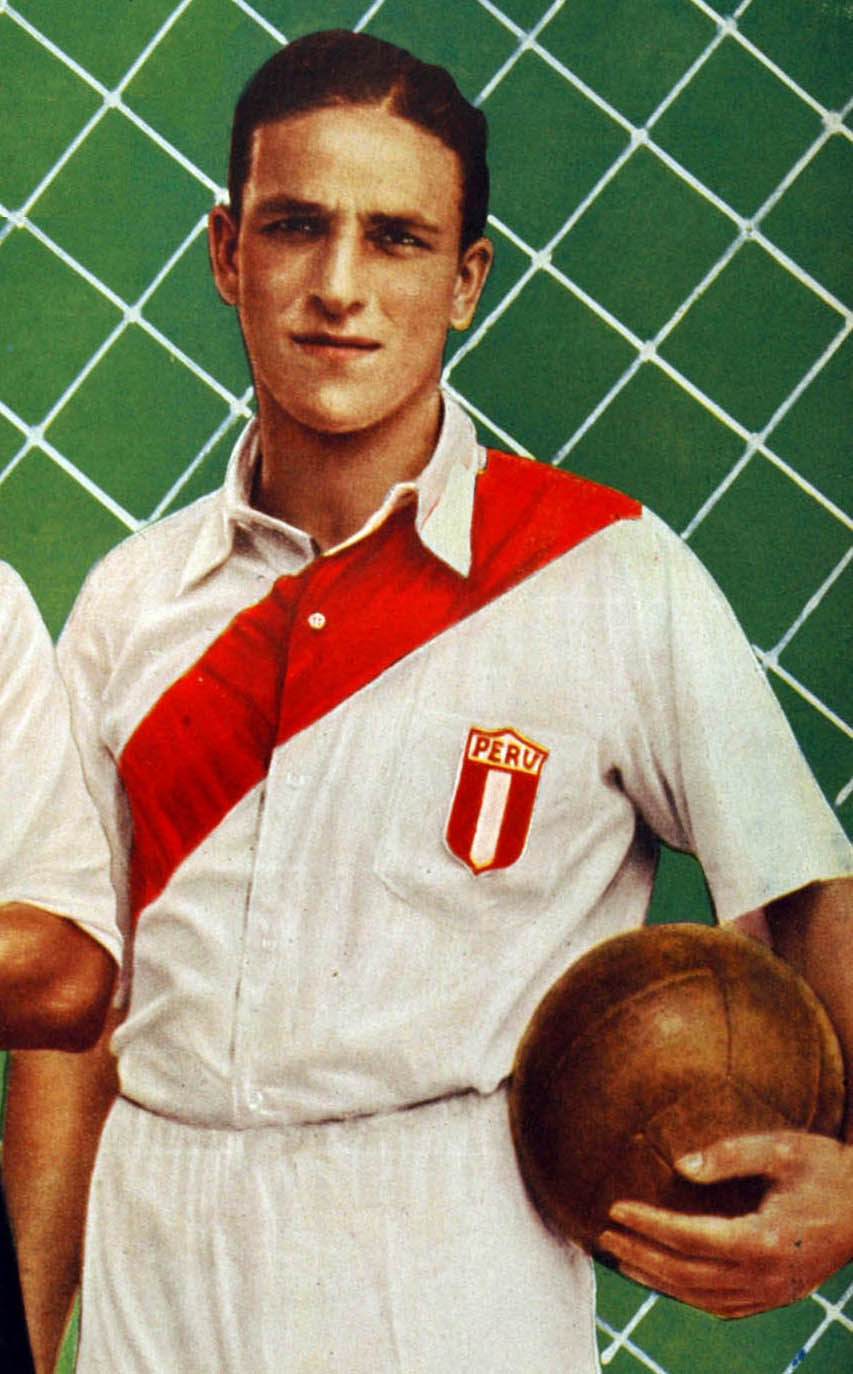
Lolo Fernández
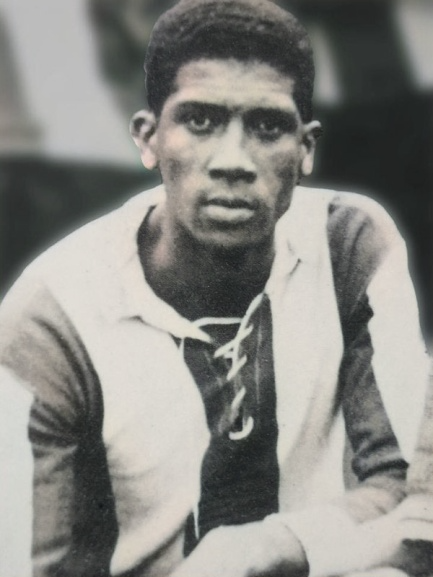
Alejandro Villanueva
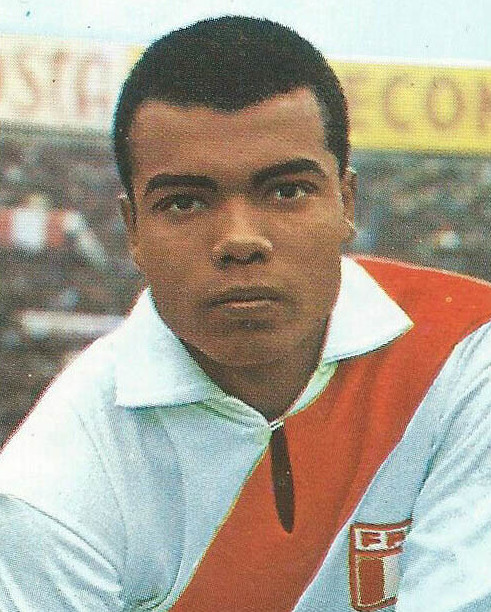
Teófilo Cubillas
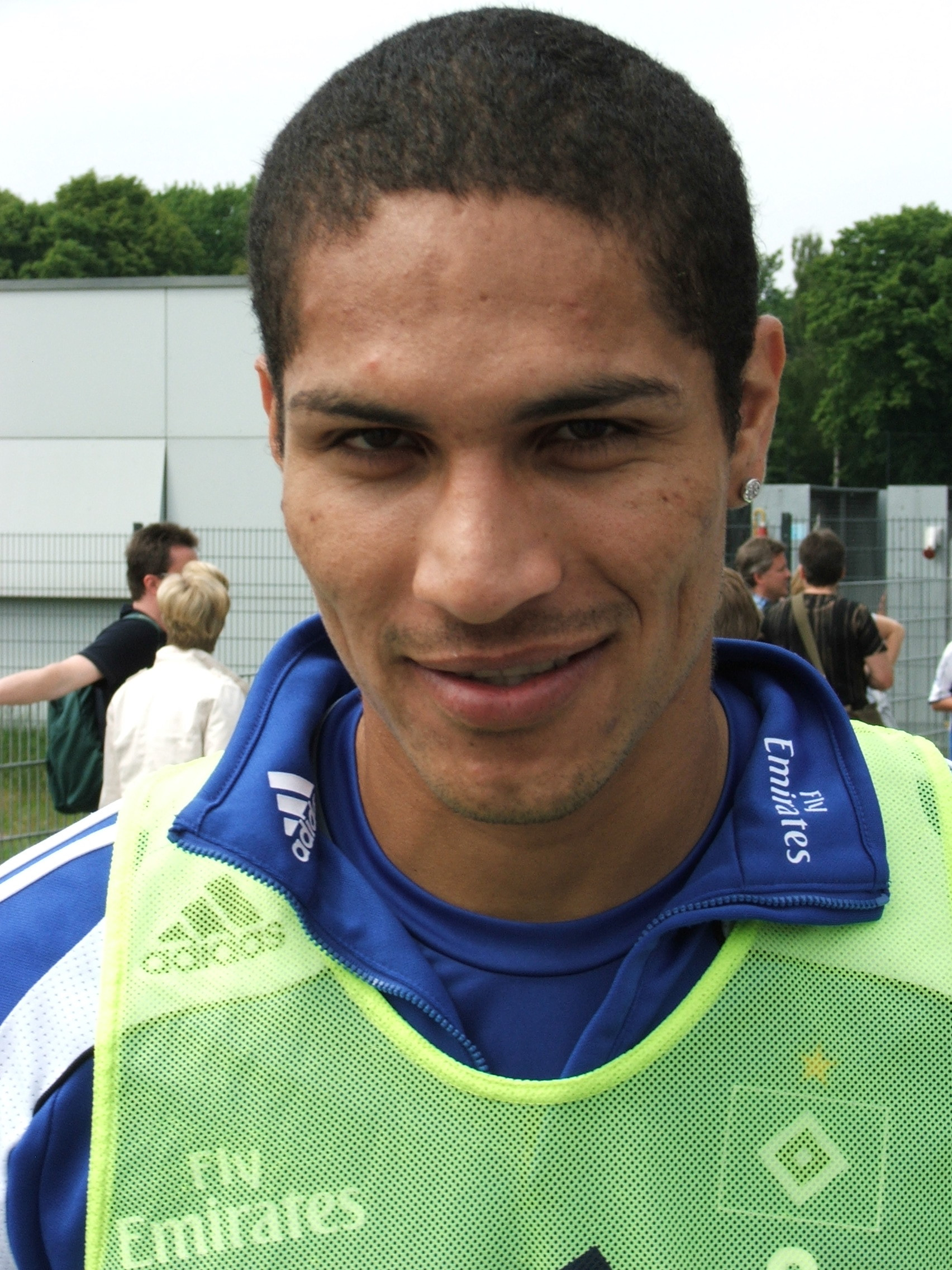
Paolo Guerrero
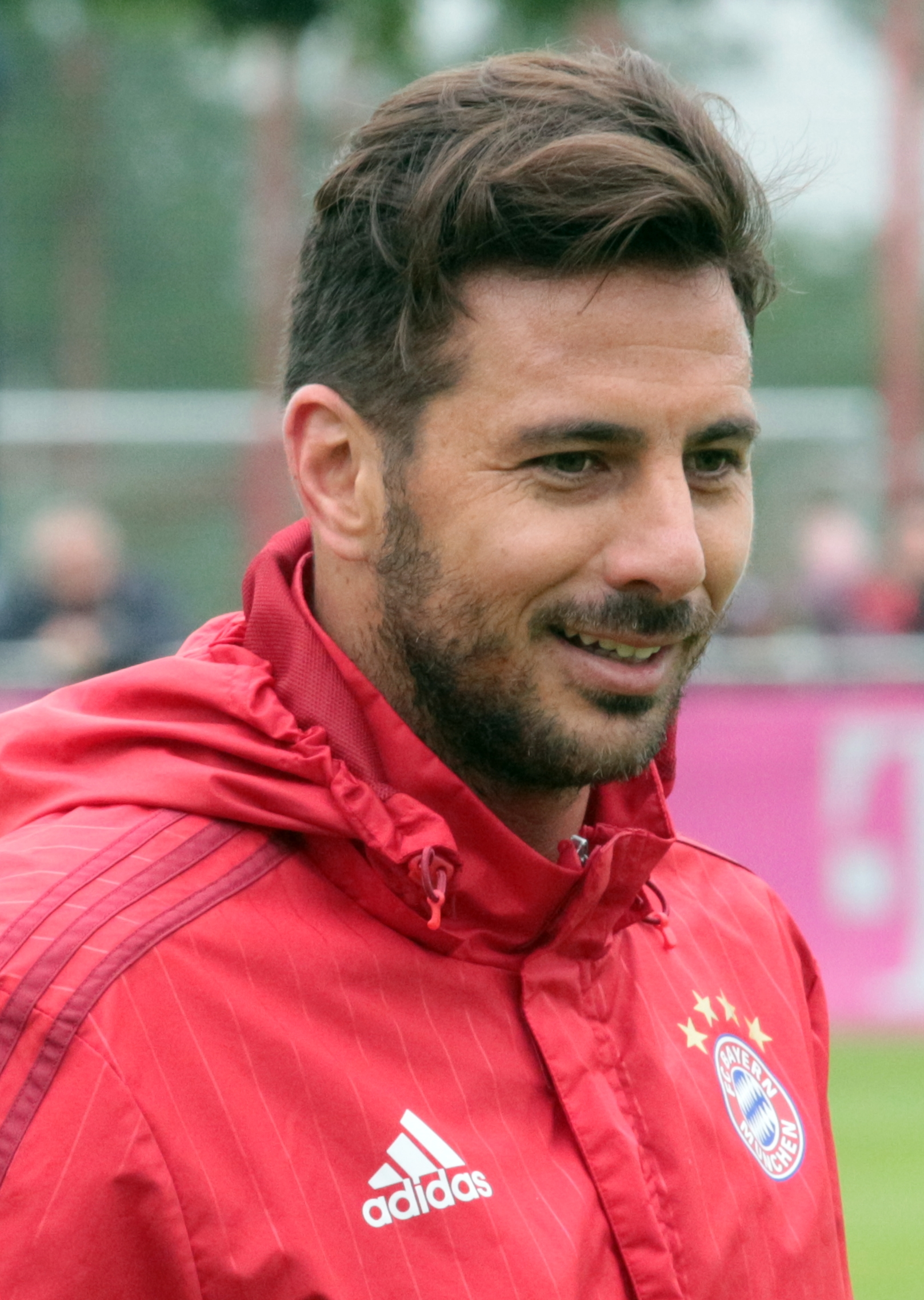
Claudio Pizarro
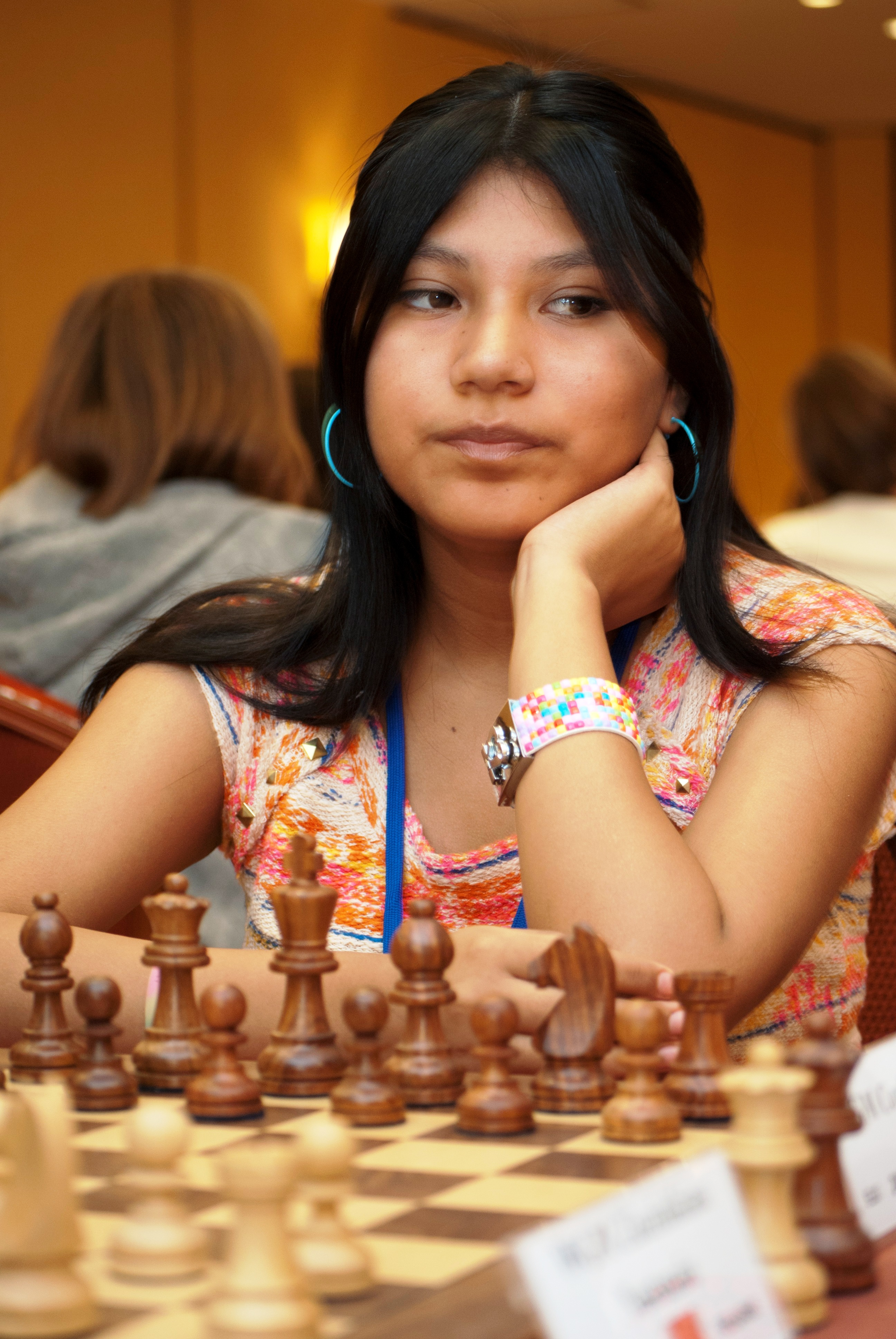
Deysi Cori
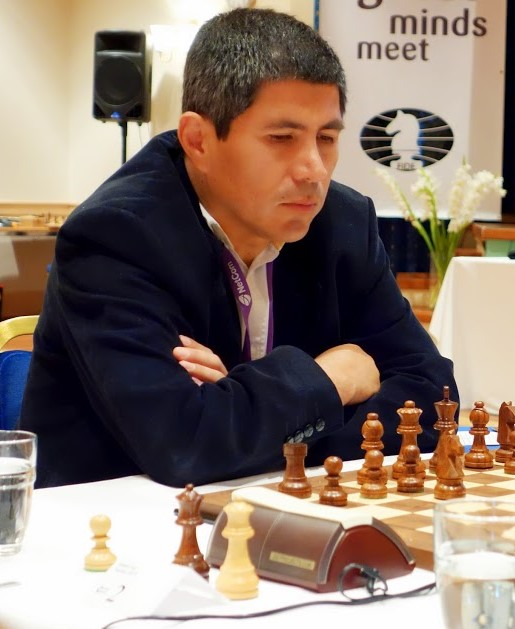
Julio Granda
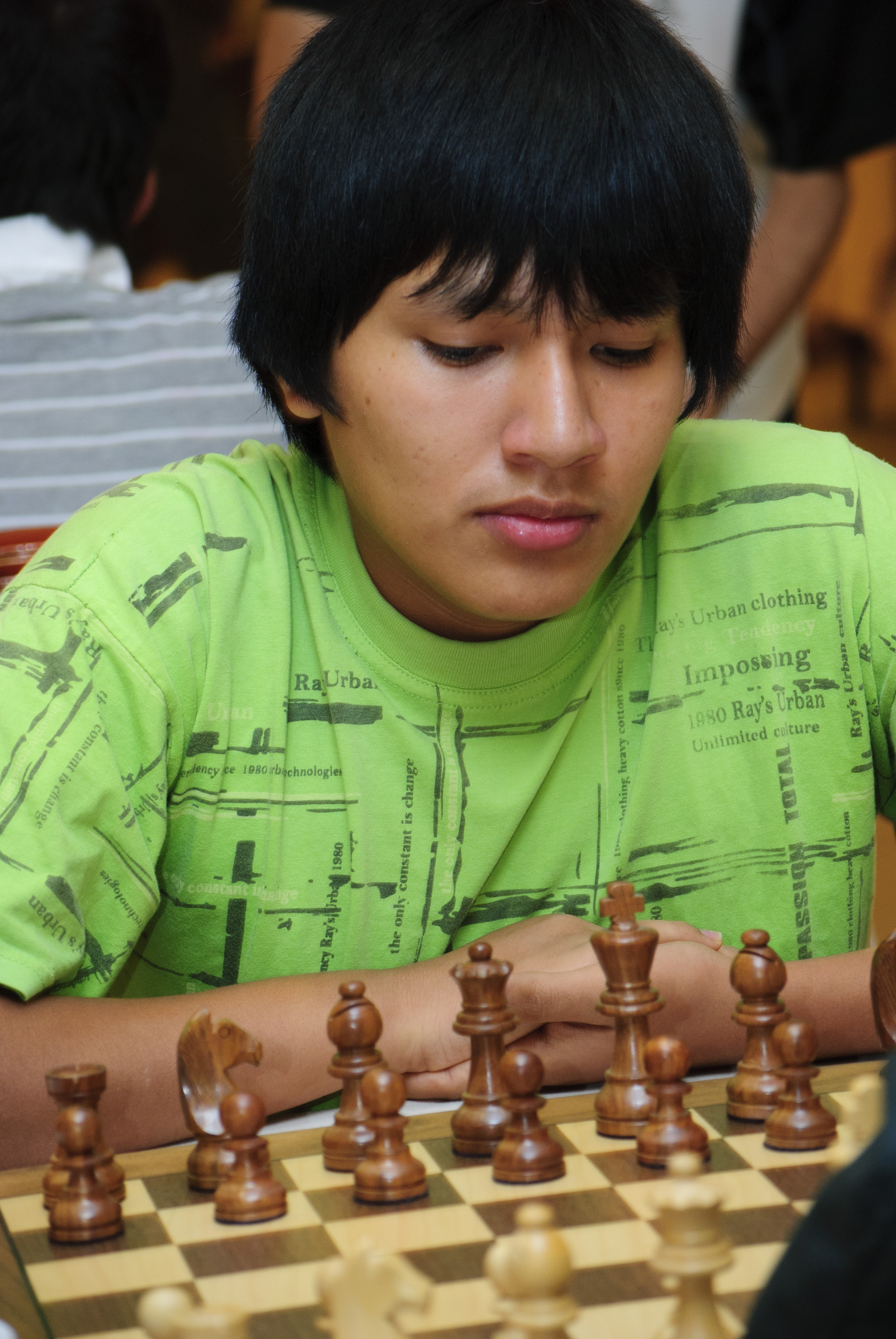
Jorge Cori
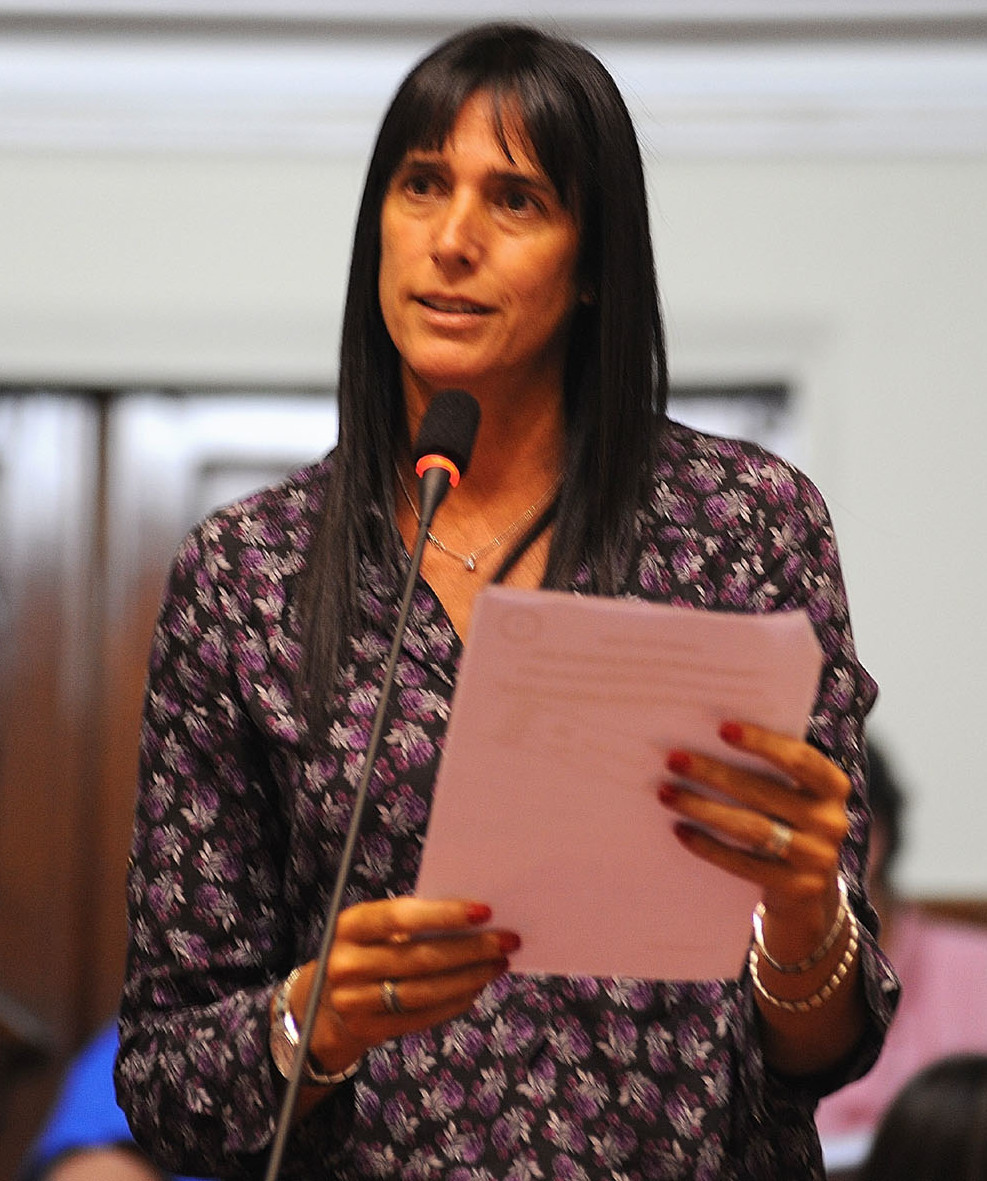
Gabriela Pérez del Solar
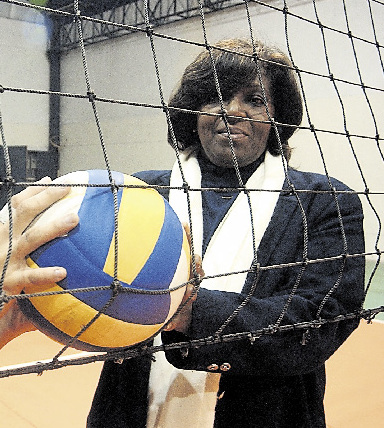
Luisa Fuentes
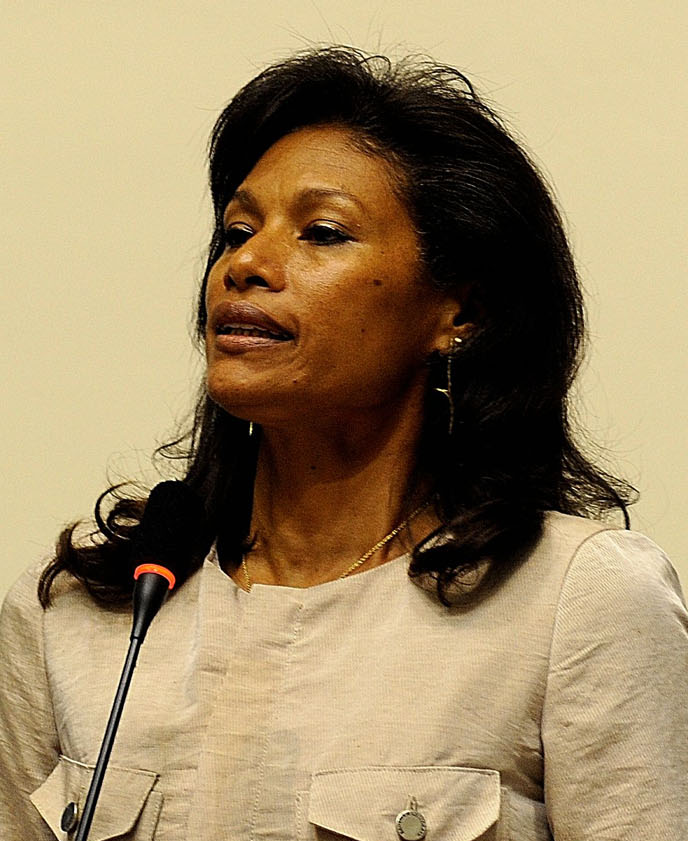
Cecilia Tait
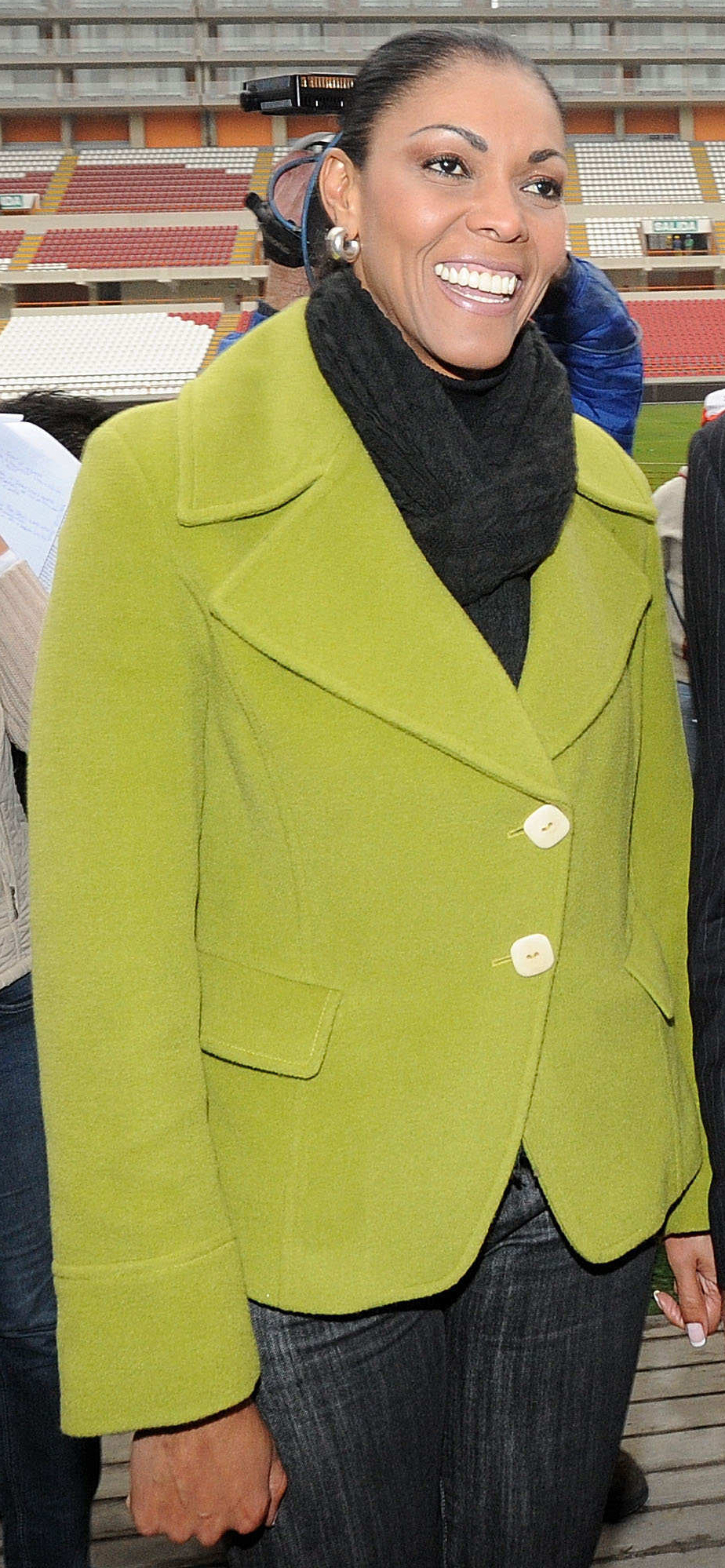
Cenaida Uribe
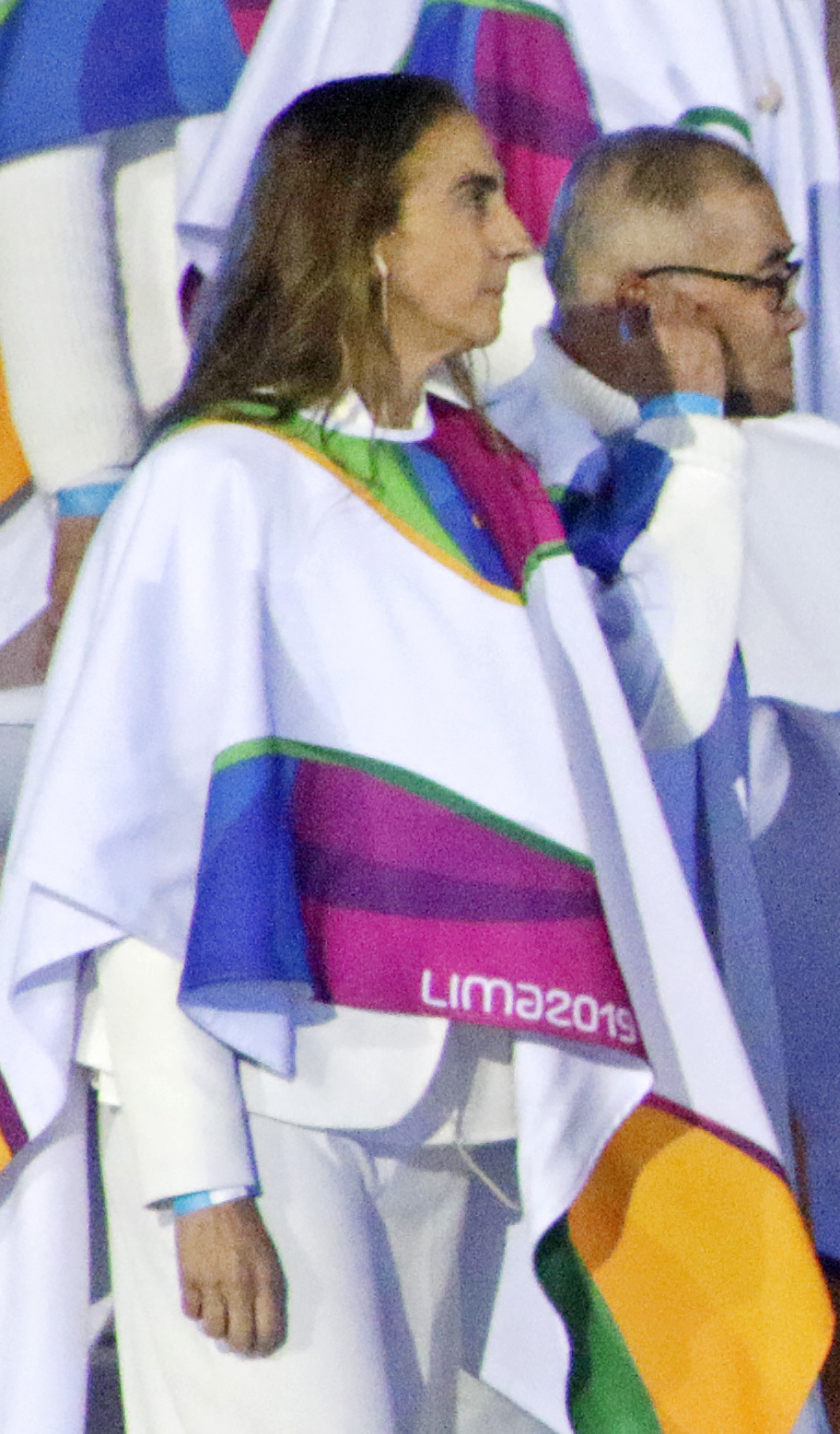
Natalia Málaga
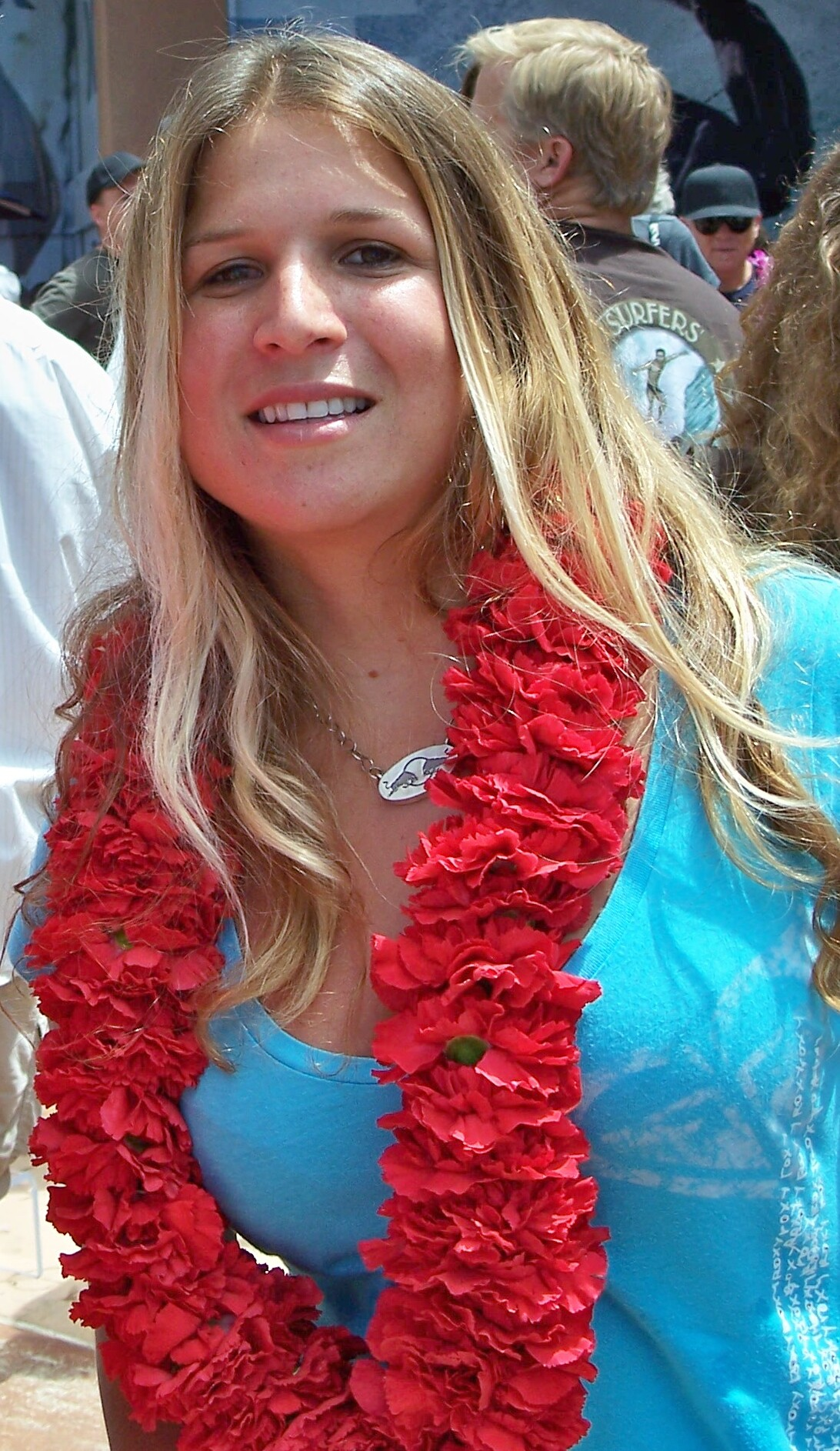
Sofía Mulánovich
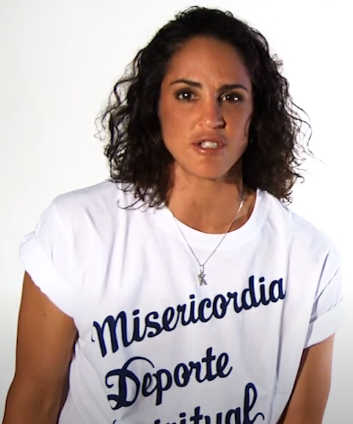
Kina Malpartida
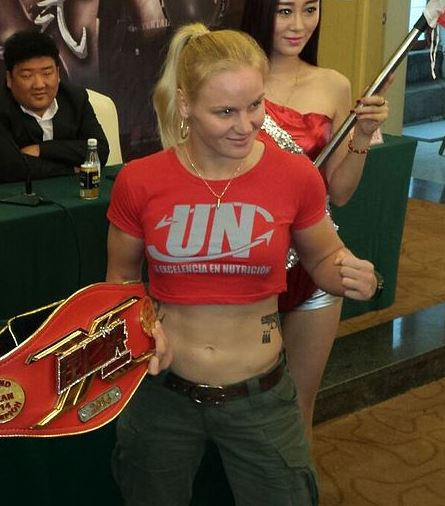
Valentina Shevchenko
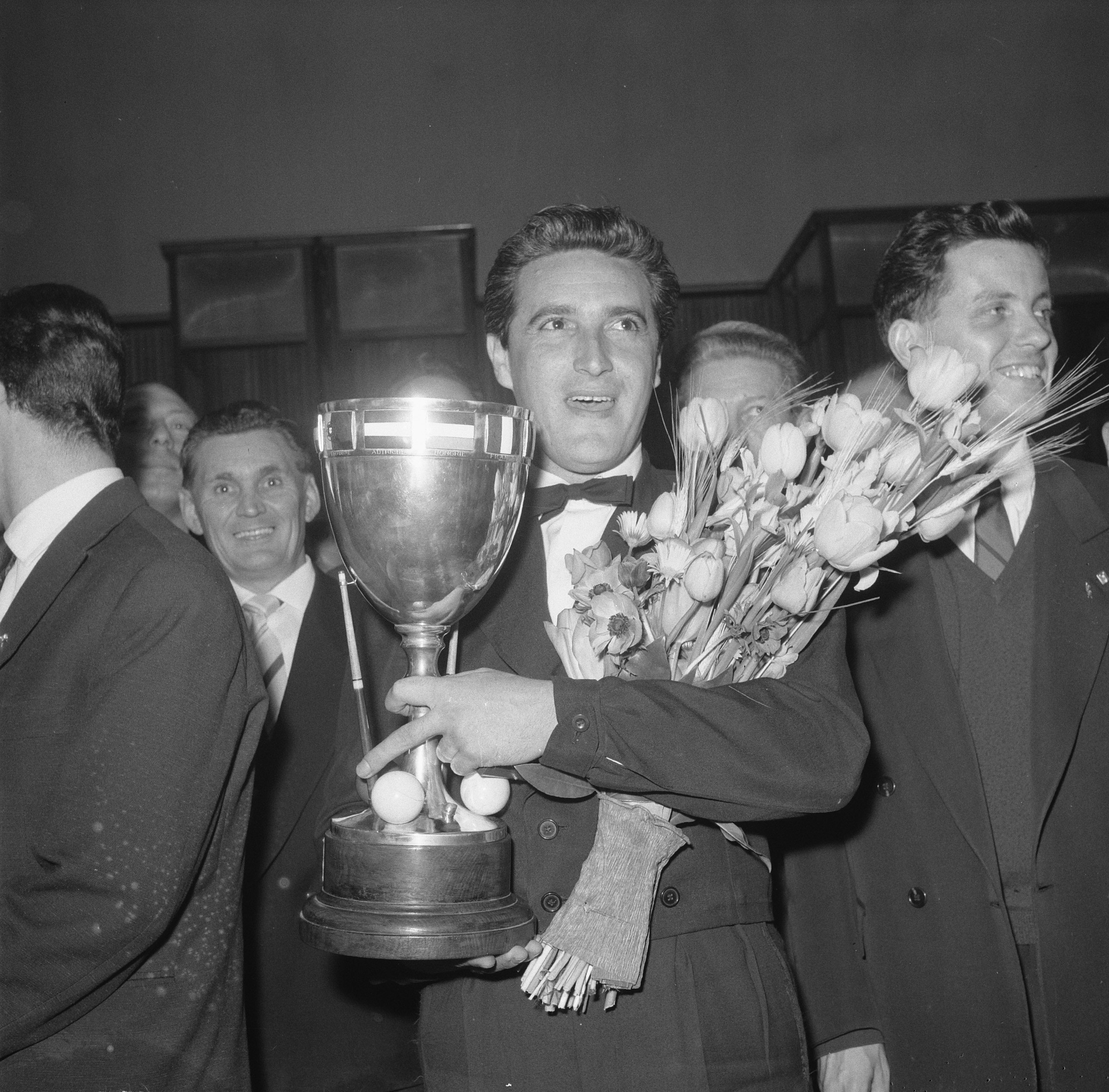
Adolfo Suárez
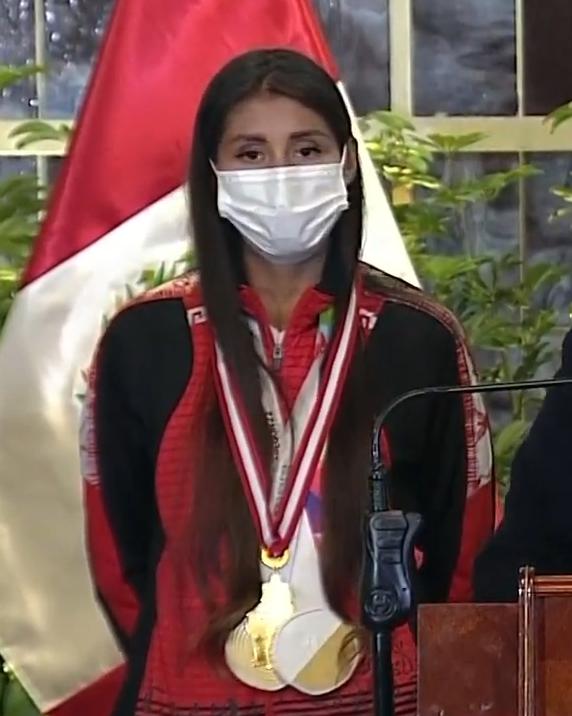
Kimberly García
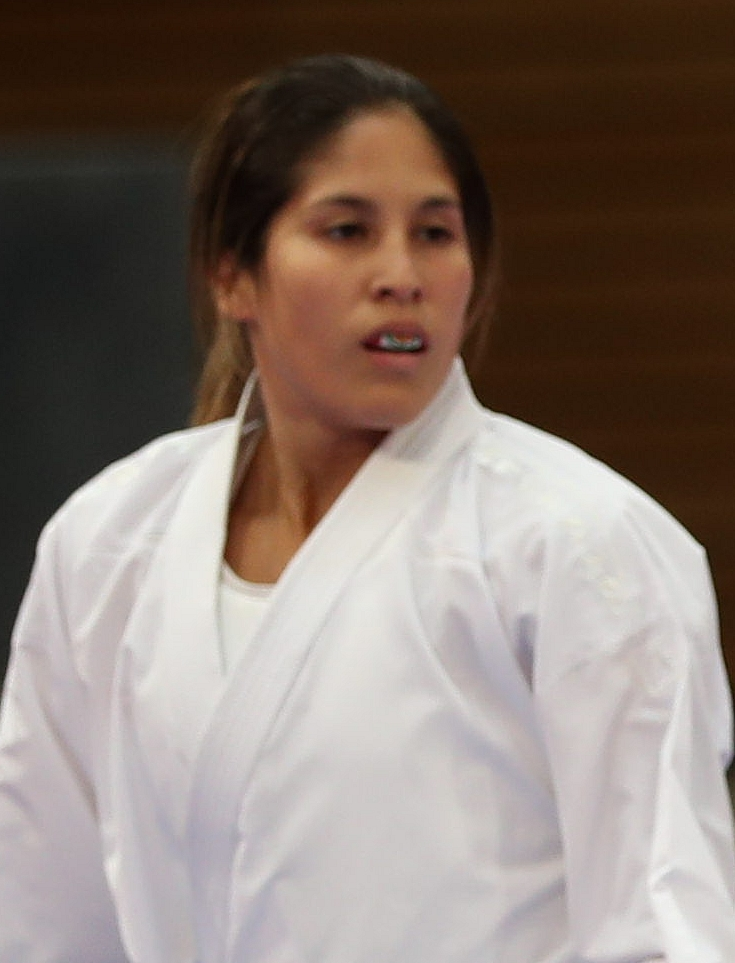
Alexandra Grande
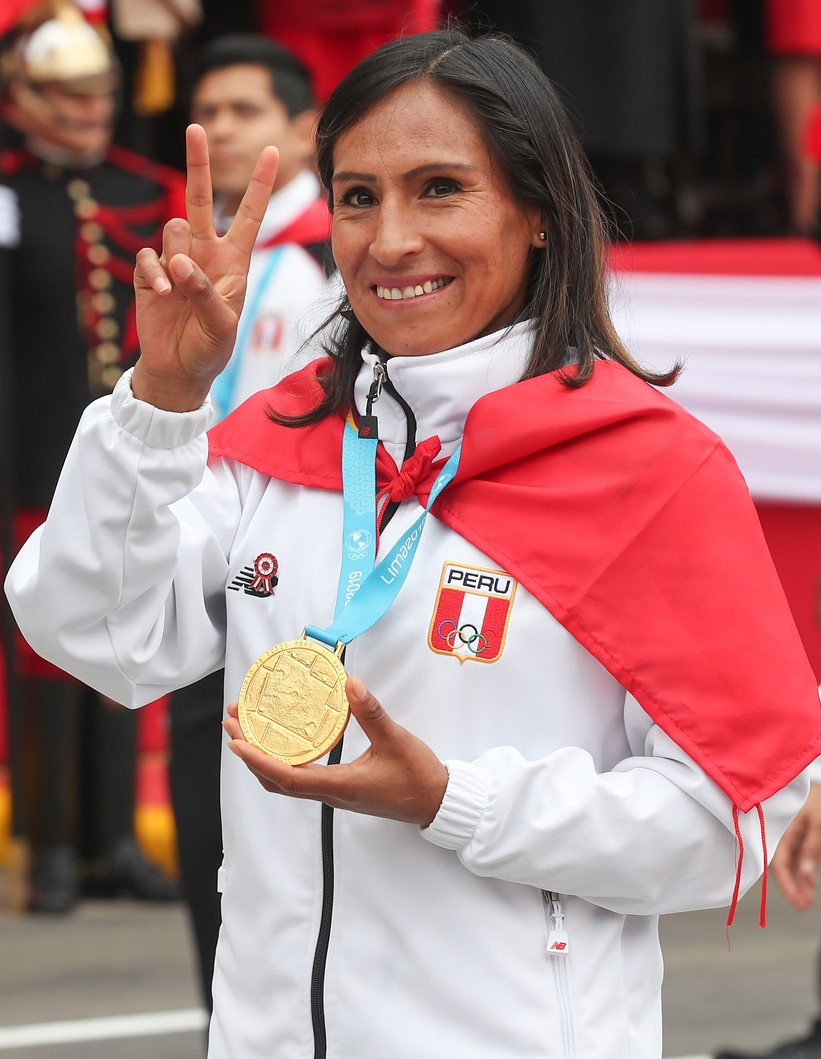
Gladys Tejeda
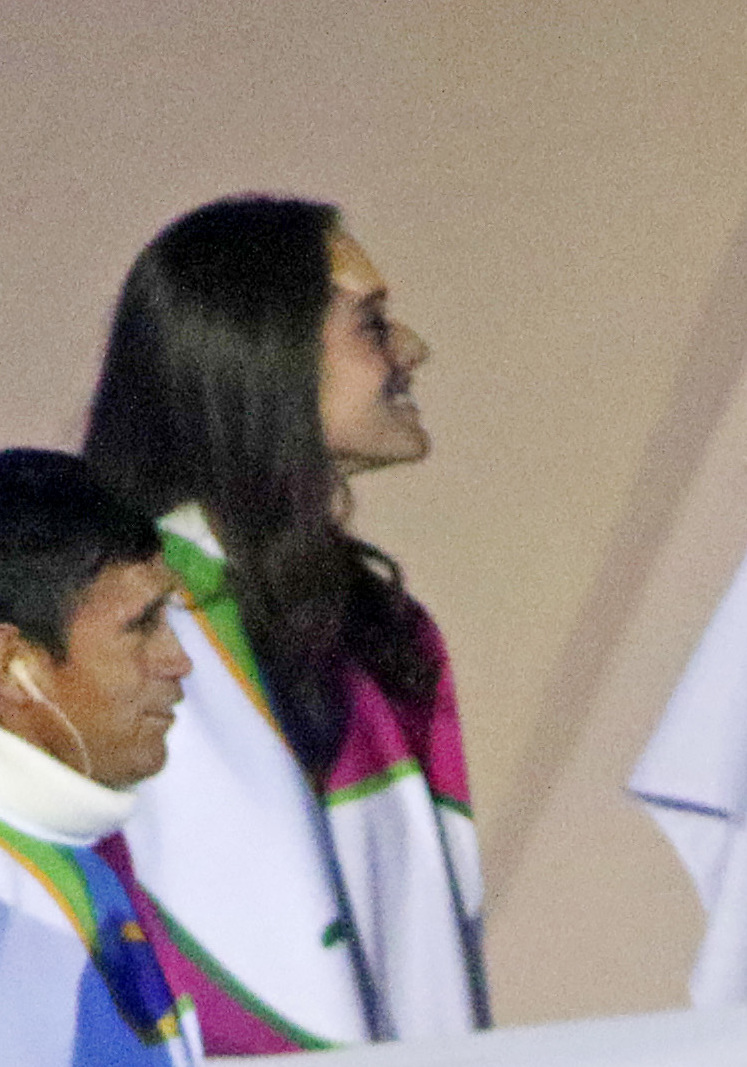
Natalia Cuglievan
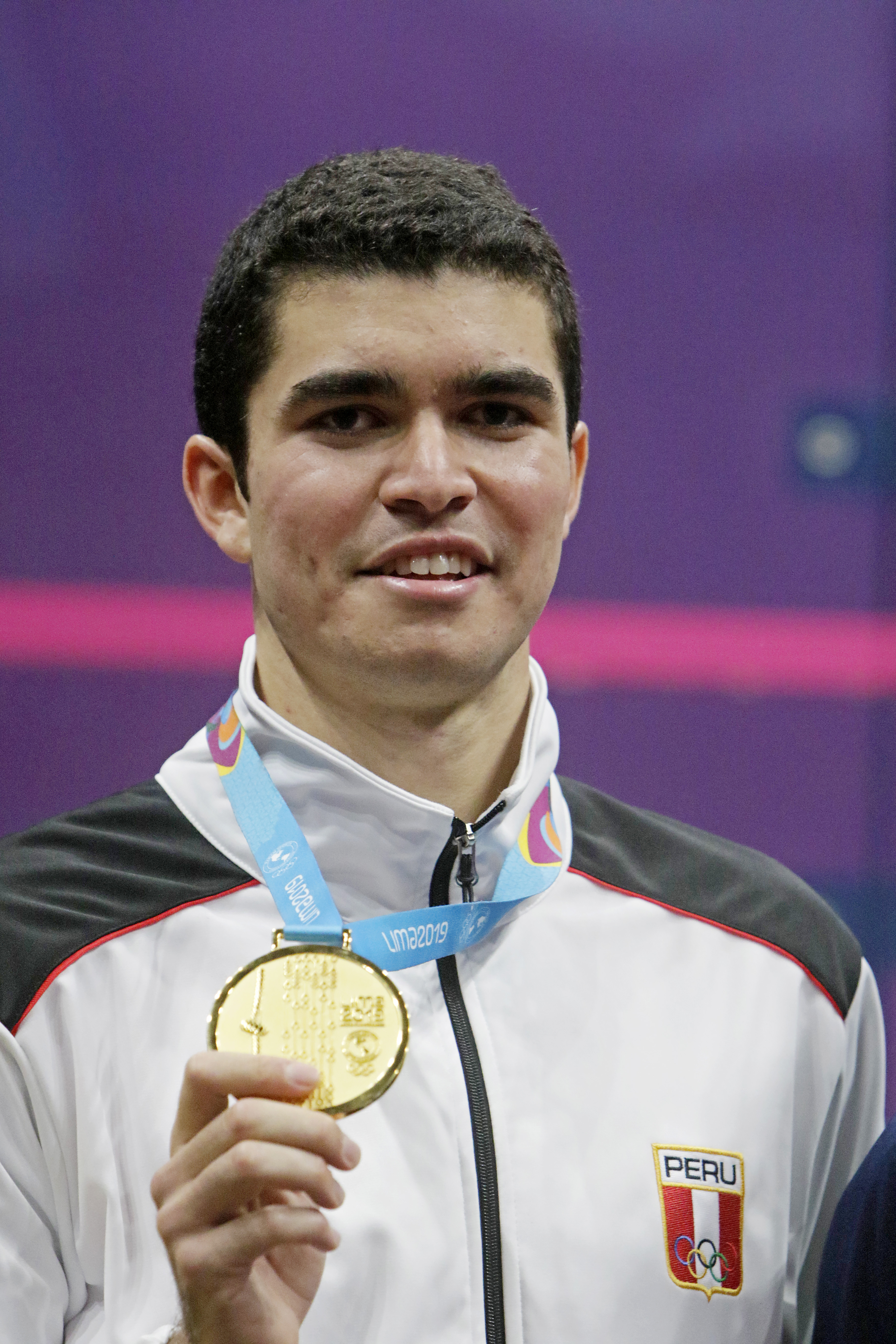
Diego Elías
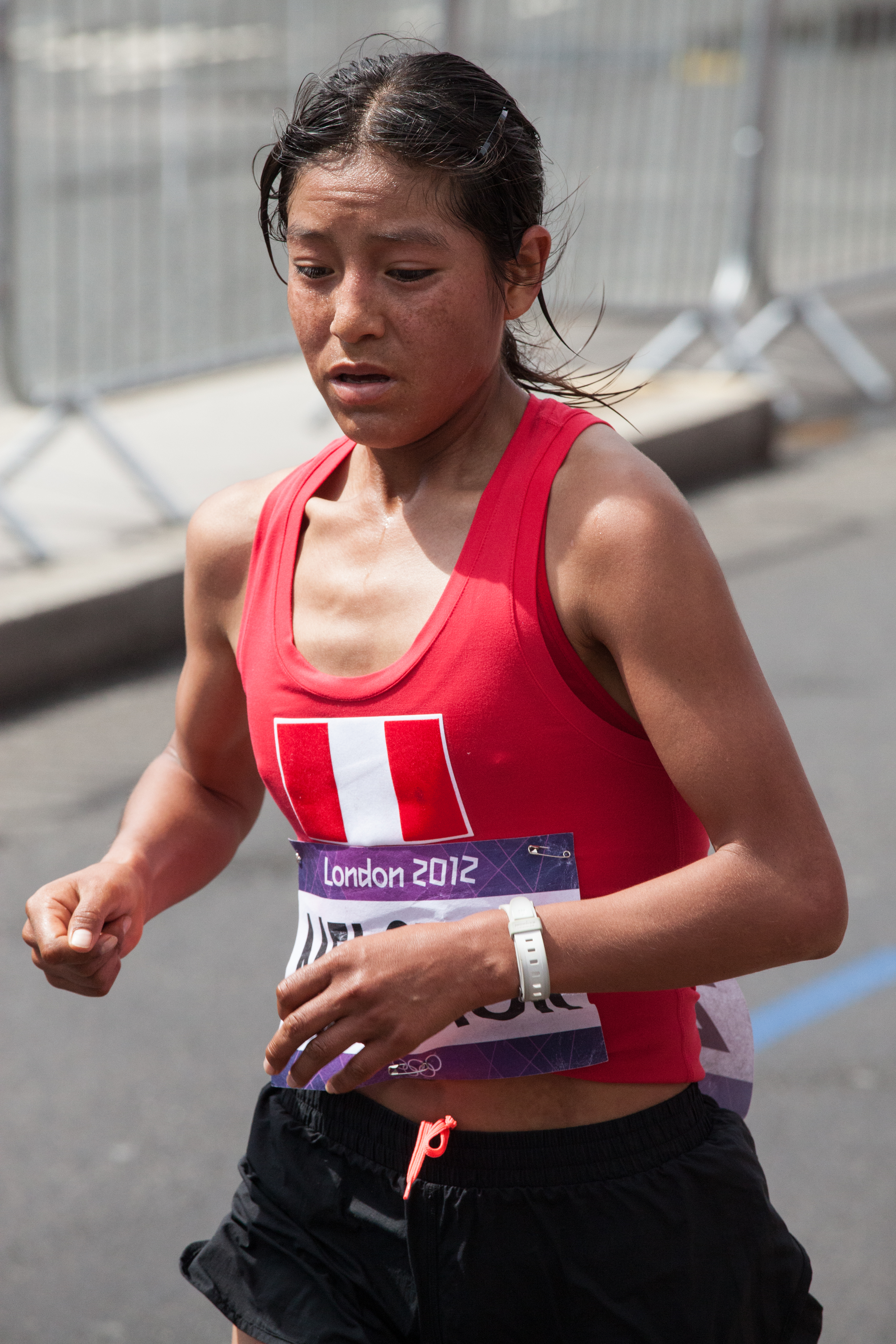
Inés Melchor
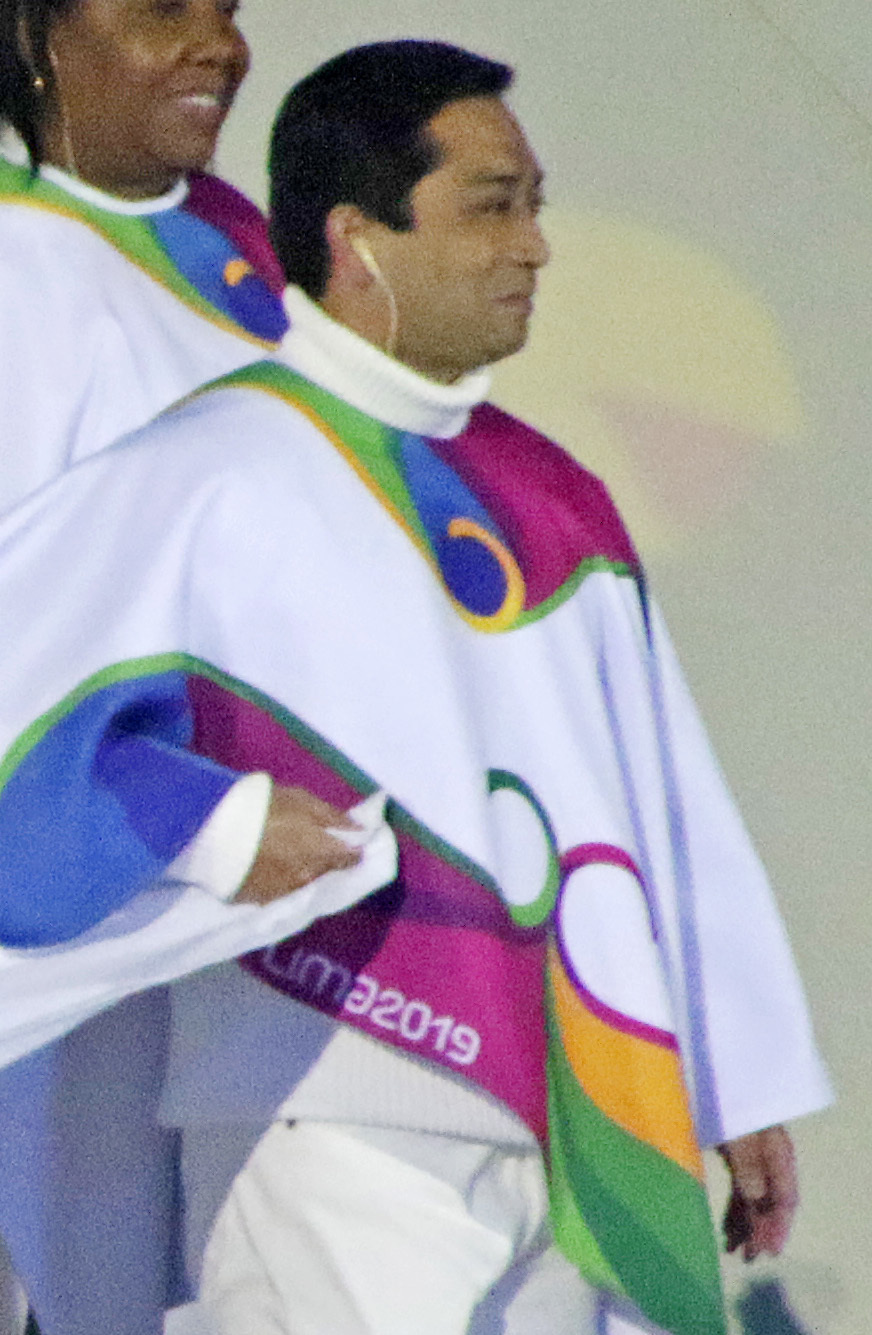
Akio Tamashiro
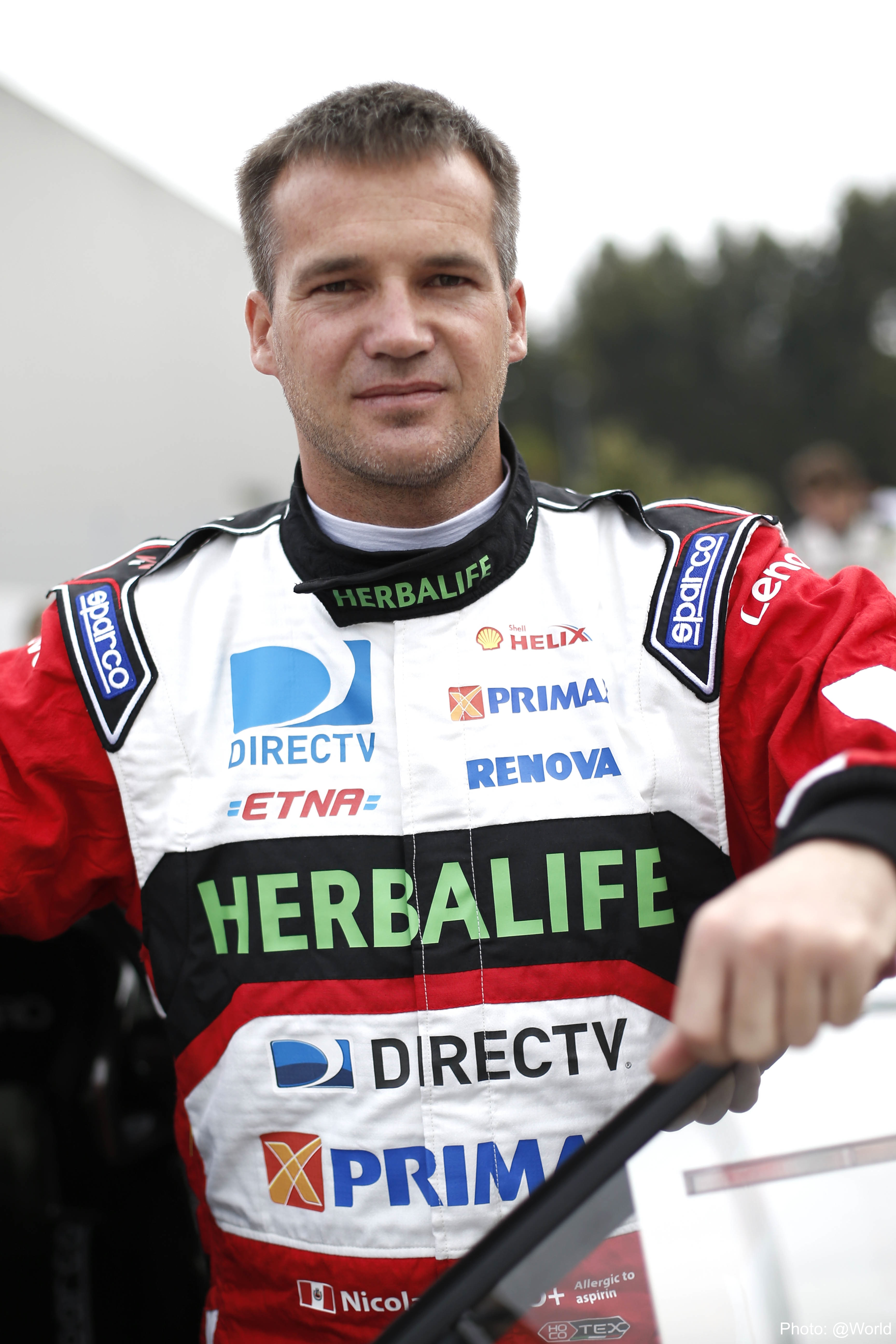
Nicolás Fuchs
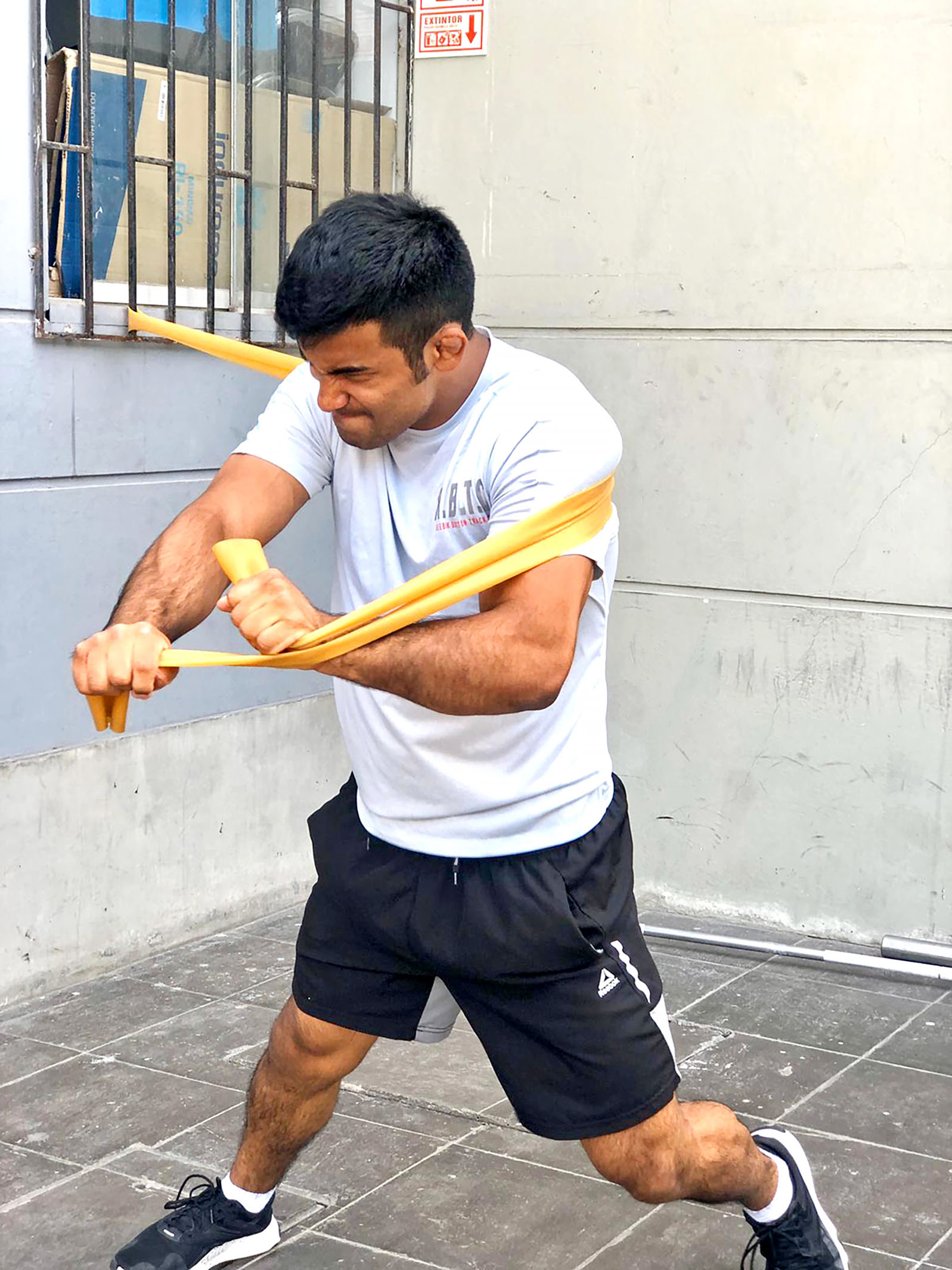
Alonso Wong
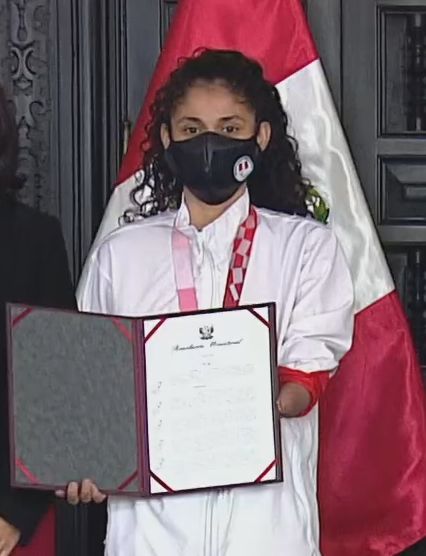
Angélica Espinoza